# Frostrock
Frostrock was een Belgisch metalfestival gehouden in december in het West-Vlaamse Kuurne.

## 2007
De eerste editie van Frostrock vond plaats in Staden op 6 januari.
Op de affiche stonden:
Oceans Of Sadness , Double Diamond (de voorloper van Fireforce), After All, Crusader, Precious Stone en Curfew

## 2008
Ook de tweede editie vond plaats in Staden. Ditmaal op 5 januari.
Dit jaar waren Ancient Rites, Killer, Thurisaz, Spoil Engine, Gwyllion, Artrach en Bullet Rider van de partij.

## 2009
In 2009 waren er 2 edities van Frostrock: op 3 januari en 19 december. Ook werd er verhuisd naar de hippodroom van Kuurne.

### Eerste editie
Ensiferum, Axxis, Stormlord, In-Quest, Angeli di Pietra, Always Fallen en Apocryph.

### Tweede editie
Achyronthia, Wapenspraak en Drinkgelag, Carach Angren, Panchrysia, Iron Mask, Hollenthon en Heidevolk.

## 2010
Dit jaar was er voor de eerste keer een gratis warming-up-party op 3 december met Precious Stone, Discreator en Guilty as Charged. Het eigenlijk festival vond plaats op 4 december met Dyscordia, Izegrim, 
At Vance, Carach Angren, Iron Mask, Revamp en Primal Fear.

## 2011
3 december, met Ensiferum, Alestorm, Heidevolk, Stormrider, Lemuria, Dyscordia en Asphixa.